# Abbalbisk
Сергій Володимирович Стариков (рос. Сергей Владимирович Стариков) (нар. 22 червня 1996, Санкт-Петербург, Російська Федерація), більш відомий під сценічним псевдонімом Abbalbisk (укр. Аббалбіск), що часто скорочується до Abba (укр. Абба) — російський хіп-хоп виконавець, батл-репер і стример. Переможець другого сезону #SlovoSPB, переможець командного сезону Versus: TEAM+UP, чемпіон Кубка МЦ.

## Біографія
Народився 22 червня 1996 року в Санкт-Петербурзі. На початку 2010-х років став відвідувати петербурзькі фрістайл-батли, на яких познайомився з їхнім організатором Jubilee.
У 2014 році Сергій подає заявку на перший сезон SLOVO: Saint-Petersburg, де сягає чвертьфіналу, але програє баттл-реперу Rassel. Наприкінці 2014 року подає заявку на другий сезон SLOVO: Saint-Petersburg, де у фіналі стикається з Корифеєм і перемагає його.
Першу популярність Сергій здобуває після бійки з репером Walkie під час баттлу на майданчику SLOVO: Москва у 2016 році, пізніше з'ясувалося, що бійка була інсценованою.
У 2018 році на баттл-майданчику RBL на баттлі проти 13/47 Abbalbisk не вивчив текст, читав з листка і поводився неспортивно, через що його раунди на баттлі були вирізані з відеоролика, а сам Сергій був на якийсь час заблокований на баттл- майданчику. У тому ж самому році стався конфлікт на квартирі у Drago, де останній на камеру побиває Сергія, а через кілька місяців на своєму Youtube-каналі на початку кліпу вставляє фрагмент із бійкою. 19 листопада 2021 року Abbalbisk опублікував трек та кліп про цю бійку «Исповедь», в якому описує свою версію подій.
У 2019 році на баттлі з Бролом на RBL влаштовує перфоманс і виходить на баттл у леопардовій сукні.
У 2020 р. спільно з ХХОС бере участь у командному сезоні Versus: TEAM+UP, де у фіналі перемагають баттл-реперів МЦ Похоронил та Halloween.
У 2022 році на Кубку МЦ пройшов титульний матч проти VS94SKI, за підсумками якого Abbalbisk отримав кубок, ланцюг та отримав звання чемпіона Кубка МЦ.

### Особисте життя
З серпня 2018 до червня 2019 року мав стосунки з реп-виконавицею Емелевською.

### Політична позиція
Засуджував вторгнення Росії до України та політику президента Росії В. В. Путіна, про що неодноразово говорив на своїх стримах на платформі Youtube.

## Дискографія

### Альбоми
| Рік  | Назва          |
| ---- | -------------- |
| 2018 | «тансмус.»     |
| 2021 | «Думайте сами» |

## Відеографія
| Рік  | Назва                                        | Примітка |
| ---- | -------------------------------------------- | -------- |
| 2019 | «Я буду петь свою музыку (Гнойный diss ch.)» |          |
| 2019 | «Искусство»                                  |          |
| 2020 | «Слава, что ты сделал (Гнойный diss)»        |          |
| 2021 | «Исповедь»                                   |          |

## Реп-батли

### #SlovoSPB
| Рік  | Противник             | Результат  | Примітка           |
| ---- | --------------------- | ---------- | ------------------ |
| 2014 | Niki L                | Перемога   | —                  |
| 2014 | Xarisson & Рома Tills | Не судився | У парі з егоїстом. |
| 2014 | Rassel                | Поразка    | —                  |
| 2014 | Nongratta             | Перемога   | —                  |
| 2014 | Челодрас              | Перемога   | —                  |
| 2015 | Корифей               | Перемога   | —                  |
| 2015 | Юля KIWI              | Перемога   | —                  |
| 2015 | Rassel                | Перемога   | —                  |
| 2015 | Челодрас              | Перемога   | —                  |
| 2016 | Walkie                | Перемога   | —                  |
| 2018 | Очередной Картавый    | Перемога   | [ 15 ]             |

### SlovoMsk
| Рік  | Противник | Результат                                            | Примітка |
| ---- | --------- | ---------------------------------------------------- | -------- |
| 2016 | Walkie    | Автопоразка обом учасникам через бійку, що почалася. | [ 16 ]   |

### Slovo
| Рік  | Противник  | Результат | Примітка |
| ---- | ---------- | --------- | -------- |
| 2017 | Movec      | Перемога  | —        |
| 2017 | Мц всіх Мц | Перемога  | —        |

### Versus vs #SlovoSPB
| Рік  | Противник | Результат  | Примітка |
| ---- | --------- | ---------- | -------- |
| 2016 | Леха Мідь | Не судився | —        |

### Minsk Independent Battle
| Рік  | Противник  | Результат | Примітка |
| ---- | ---------- | --------- | -------- |
| 2017 | Еміо Афішл | Перемога  | —        |
| 2017 | Козира     | Перемога  | —        |
| 2018 | Lastend    | Поразка   | —        |

### Russian Battle League
| Рік  | Противник | Результат  | Примітка                                                        |
| ---- | --------- | ---------- | --------------------------------------------------------------- |
| 2017 | «Prime»   | Перемога   | Prime не з'явився на баттл, тому замість нього виступив Walkie. |
| 2018 | 13/47     | Не судився | Раунди Abbalbisk були вирізані                                  |
| 2019 | Коснарт   | Поразка    | —                                                               |
| 2019 | Брол      | Перемога   | [ 18 ]                                                          |
| 2019 | МЦ_БЕТМЕН | Перемога   | [ 19 ]                                                          |
| 2019 | Q.S.      | Перемога   | [ 20 ]                                                          |
| 2021 | Келпі     | Поразка    | —                                                               |

### Лига Гнойного
| Рік  | Противник                        | Результат  | Примітка                   |
| ---- | -------------------------------- | ---------- | -------------------------- |
| 2018 | Матвій Обліпиха & Пташиний Попіл | Не судився | У парі з Миколою Сополєвим |

### Scramble Battle
| Рік  | Противник      | Результат  | Примітка |
| ---- | -------------- | ---------- | -------- |
| 2019 | Артем Полежаєв | Не судився | —        |
| 2019 | B.B.I.W.Y.     | Перемога   | —        |

### Versus Battle
| Рік  | Противник                | Результат | Примітка      |
| ---- | ------------------------ | --------- | ------------- |
| 2020 | Palmdropov & Коснарт     | Перемога  | У парі з ХХОС |
| 2020 | Шумм & Браги             | Перемога  | У парі з ХХОС |
| 2021 | МЦ Похоронил & Halloween | Перемога  | У парі з ХХОС |

### Кубок МЦ
| Рік  | Противник                                          | Результат  | Примітка                                                                |
| ---- | -------------------------------------------------- | ---------- | ----------------------------------------------------------------------- |
| 2019 | «Schokk»                                           | Перемога   | Хіп-Хоп Самотньої Старої в ролі Schokk. Abbalbisk був у ролі Oxxxymiron |
| 2019 | ХХОС                                               | Не судився | [ 26 ]                                                                  |
| 2019 | Palmdropov                                         | Перемога   | [ 27 ]                                                                  |
| 2022 | Міксі vs Диктатор UAV vs Walkie vs Жаба Аркадіївна | Не судився | —                                                                       |
| 2022 | VS94SKI                                            | Перемога   | Титульний баттл за звання чемпіона Кубка МЦ                             |